# 飓风黛安
飓风黛安（英語：Hurricane Diane）是1955年大西洋飓风季期间袭击北卡罗莱纳州的三场飓风之一，所造成的经济损失创下了北大西洋热带气旋的新纪录。该天气系统源于8月7日小安的列斯群岛和佛得角之间的一股东风波，形成后起初向西北偏西方向移动，强度基本保持稳定，之后转向东北偏北并开始爆发性增强。8月12日，飓风达到持续风速每小时170公里的最高强度，可以在如今的萨菲尔-辛普森飓风等级中达到二级飓风标准。风暴回转向西后逐渐减弱，于8月17日以飓风最低标准强度从北卡罗莱纳州威尔明顿附近登陆，该地区刚在5天前受到飓风康妮的袭击。气旋进入陆地上空后进一步减弱，这时美国气象局指出，黛安造成进一步破坏的可能性已经减少。系统接下来转朝东北方向前进，在大西洋温暖海水的影响下，风暴给整个美国东北部带去了创纪录的降雨量。8月19日，气旋从纽约东南部进入大西洋，于次日转变成温带气旋，再在8月21日完全消散。
北卡罗莱纳州出现沿海洪灾，但因风雨而遭受的破坏很小。风暴在弗吉尼亚州上空减弱后水分仍然保留，并因蓝岭山脉的地形举升影响产生大量降水，波托马克河沿岸许多道路和低洼地区都受到洪水的影响。特拉华州最北部也出现淡水洪灾，但与邻近多个州相比程度要轻得多。宾夕法尼亚州东部普降暴雨，引发了创纪录的严重洪灾，特别是波科诺山和特拉华河沿线。汹涌的洪水冲毁了约150座公路或铁路桥梁，还突破或摧毁了30个水坝。暴涨的布洛德海德溪几乎把一处夏令营完全淹没，夺走了37人的生命。整个宾夕法尼亚州共有101人因这场灾难丧生，造成的破坏估计价值达到7,000万美元（1955年美元，相当于2025年的7.96億美元）。邻近的新泽西州西北部也出现局部洪灾，摧毁了多座桥梁，还迫使数以百计的居民撤离。纽约州东南部也受到风暴破坏，但程度较轻。
康涅狄格州是受黛安打击最沉重的州，托灵顿的降雨量达到全州最高的428毫米。该州遭受的洪灾严重程度创下新纪录，摧毁许多桥梁并切断通讯，将全州隔成两个区域。该州所有的主要河流和山谷都被洪水淹没，有30个河水标尺记录下历史最高水位。康涅狄格河位于哈特福附近河段水位达到9.3米，在该河的历史水位中可以排到第3位。洪水摧毁了利奇菲尔德县温斯特德（Winsted）市中心的大片地区，这些地区之后大部分都没有再进行重建。罗德岛州文索基特也因创纪录的潮水及多条河流泛滥受到严重破坏。马萨诸塞州的洪水水位超过了1938年新英格兰飓风期间水位，突破了许多水坝，淹没邻近城镇和道路。整个新英格兰共有206个水坝受损或被毁，约7000人受伤。全美至少有184人死亡，813套房屋被毁，另有1.4万套严重受损。经济损失总额达7.547亿美元（1955年美元，相当于2025年的85.8億美元），如果再加上商业和个人收入损失，数额将突破10亿美元（1955年美元，相当于2025年的114億美元）。飓风过后有8个州成为联邦灾区，风暴名称“黛安”也因此从大西洋风暴命名名单上退役，以后永远都不会再在北大西洋热带气旋命名时使用。

## 气象历史
飓风黛安源于8月7日位于小安的列斯群岛和佛得角之间的一股东风波发展形成的热带低气压。系统起初向西北偏西方向移动，于8月9日增强成热带风暴。不过在实际操作中，气象部门要到8月10日才首度将其归类，这时气旋所处位置在百慕大高压以南，这是一个位于新斯科舍以东不远处的半永久性喷射气流高压脊。这片海域的多艘船只报告风速达到每小时72公里。次日，飓风猎人侦察机报告风暴强度没有增加，系统内部仍然杂乱无章。 黛安因与西北方向的飓风康妮发生藤原效应而转向北上，然后得到迅速强化，这可能是因系统和一股冷心低压发生相互作用使得大气不稳定度提高所致。8月12日，风暴快速增强成飓风。这一强化过程速度是如此之快，以至正向东南方向前进远离飓风中心的一艘船由于气压的稳定下降而误以为黛安正在以环状路径移动。
达到最高强度时，飓风已经发展出一个非常清晰的风眼，直径约为48公里，其形状根据侦察机的报告类似于倒扣的茶杯。系统中最强烈的风速位于东北象限，气旋中的第二低气压也在这一区域，具体位置在风眼东北方向约100公里处。向北移动了约一天后，黛安于8月13日转向西进，这时西北方向的飓风康妮已经减弱。风暴还在这一天达到969毫巴（百帕，28.6英寸汞柱）的最低气压，最高风速则为每小时170公里，气象机构起初在分析中认为飓风最大风速为每小时195公里（达到三级飓风标准），但由于黛安的规模十分庞大，移动速度也很缓慢，所以风速也相对偏低。飓风在最高强度保持了约12小时，然后因行经区域的寒冷空气而减弱。到8月15日时，风眼已经变得模糊，风速也稳步下降。随着系统朝陆地逼近，其中心出现恶化，中心附近的降水很少，风眼可以通过1955年7月安装的一个雷达观测到。8月17日，黛安从威尔明顿附近登陆北卡罗莱纳州海岸，登陆时的气压估计为986毫巴（百帕，29.1英寸汞柱）），风速略低于飓风强度。仅仅五天前，这片地区刚刚经受过飓风康妮的袭击。
气旋在北卡罗莱纳州中部的山区上空迅速减弱成热带风暴。系统关联的降水区域扩大，从中心向北面和东北方向蔓延。风暴逐渐减弱并转向北上，然后在西面有高压脊形成后蜿蜒向东北方向穿越弗吉尼亚州。由于没有和非热带性质的西风带产生多少相互作用，黛安在陆地上空一直保持着热带气旋的特征。随着风暴再度逼近大西洋海岸，其中重新发展出对流，经过中大西洋各州后，气旋于8月19日离开新泽西州，从纽约市东南部进入大西洋。沿新英格兰南部海岸平行移动一段时间后，风暴加速向东北偏东方向前进，于8月21日转变成温带气旋，风暴残留加速从纽芬兰岛以南和以东方向海域经过，并在向东北方向前进期间略有强化。8月23日晚，系统在格凌兰和冰岛之前洋面完全消散。

## 防灾措施和历史背景

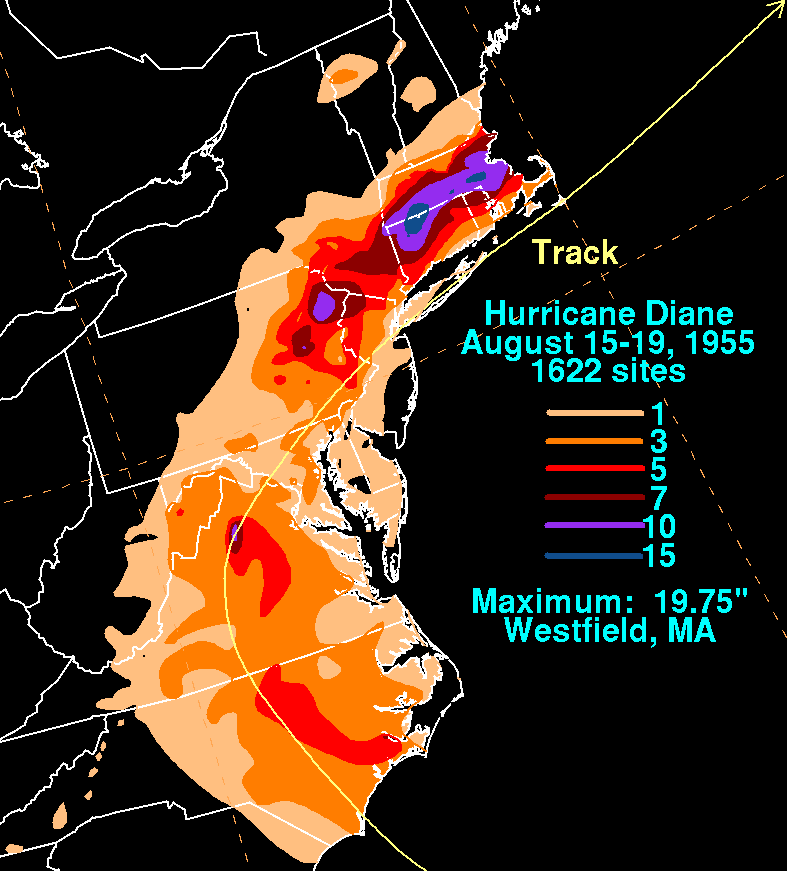
飓风黛安的降水分布

8月14日晚，距黛安登陆还有超过两天时间，美国气象局向乔治亚州到北卡罗莱纳州之间地区发布了飓风警报。8月15日，该机构又向乔治亚州格林县不伦瑞克（Brunswick）到北卡罗莱纳州威尔明顿之间地区发布了飓风警告，并且之后警告范围还向南延伸到佛罗里达州费南迪纳比奇，向北扩展到北卡罗莱纳州哈特拉斯角（Cape Hatteras）。美国气象局还向南至佛罗里达州圣奥古斯丁，北抵新泽西州大西洋城，包括切萨皮克湾和特拉华湾（Delaware）在内的广大地区发布了风暴警告，建议区域内的小型船只留在港口不要出海。飓风登陆前，北卡罗莱纳州国民警卫队协助帕姆利科河（Pamlico River）附近居民疏散，克雷文县的新伯尔尼（New Bern）有约700位居民离开家园；此外还有数以千计的游客得以撤离。飓风的威胁还迫使海军上将罗伯特·卡尼（Robert Carney）的退役仪式更换地点，从原计划在弗吉尼亚州诺福克一艘航空母舰上举行转移到一幢学院宿舍。所有位于切里岬海军陆战队航空站的飞机都飞往更加安全的内陆地点暂避。
风暴登陆后，所有飓风警告均予中止。气旋在弗吉尼亚州上空减弱，天气预报中因此低估了黛安的威胁，美国气象局承认，他们没有预见到会出现如此大幅度的降水，而仅仅是在预报中称会出现“一些局部洪灾”。该机构还承认他们在风暴减弱后淡化其威胁的做法是错误的，表示他们缺乏对极端降雨情况的处理经验。黛安上岸后，气象局把正式预报的职责移交给了地区办事处，地方报纸也发布了各自的预测。马萨诸塞州的《斯普林菲尔德每日新闻》（Springfield Daily News）在风暴来临前的每日天气预报中称“可能会有中等程度降雨”。不过，各地还是收到了洪水警告，河流洪水预报提前了超过12小时发出。包括利哈伊河（Lehigh River）、斯库尔基尔河和法明顿河（Farmington River）在内的多条较小河流沿线每隔几小时就会发布一次预报。
1955年夏，美国东部天气普通炎热干燥，导致出现旱情，水位也相应下降。飓风康妮来袭期间，其降水令整个中大西洋各州和新英格兰地区的溪流水位上涨，土壤也变得湿润。仅仅5天后，飓风黛安又吹袭了同一地区。1936年的洪灾过后，美国联邦政府制订了防止将来再发生灾难性洪水的计划，但这些计划在1955年康妮和黛安来袭时还没有取得进展。20世纪30年代，新泽西州和宾夕法尼亚州的立法部门曾设立委员会，负责清理特拉华河沿线受到污染的水，但联邦政府认为这样的机构有欧洲社会主义倾向，所以没有提供协助；与之相比，联邦政府却又资助成立了田纳西河谷管理局，负责减轻田纳西河沿线的洪灾程度。

## 影响
飓风黛安行经美国东部期间产生了暴雨，这主要是因为海面温度异常之高，产生了异常潮湿的空气。受洪水影响最严重的地区包括宾夕法尼亚州东部、新泽西州北部、纽约州东南部和新英格兰南部。整个地区的287个河水标尺中有129个在风暴期间记录下了创纪录的水位。许多溪流的流速超过之前最高纪录的两倍。大部分洪水都是在小河沿岸发生，这些河在几个小时的时间里就上涨到了洪水警戒水位，对人口稠密地区构成很大影响，这些受到洪水影响的地区一共生活了约3000万人口。全美共有813套房屋被毁，另有1.4万套严重受损。许多基础设施受到破坏，还有多个夏令营受到洪水影响。公共设施受到的破坏估计价值达7900万美元（1955年美元，相当于2025年的8.99億美元）。农村地区因洪灾引起山体滑坡，摧毁的农作物估计价值700万美元（1955年美元，相当于2025年的7962萬美元）。数百英里的公路和桥梁被毁，损失达到8200万美元（1955年美元，相当于2025年的9.33億美元）。黛安产生的风总体上没有造成较大破坏。整场飓风一共令美国遭受了7亿5470万6000美元（1955年美元，相当于2025年的85.8億美元）的损失，其中新英格兰占6亿美元（1955年美元，相当于2025年的68.2億美元），刷新美国历史上损失最大飓风的新纪录。如果计入间接损失，例如企业营收和个人收入，黛安将成为“首场十亿美元飓风”。这也使得1955年大西洋飓风季创下当时损失最惨重的大西洋飓风季纪录。此外，黛安还夺走了至少184人的生命，实际死亡人数有可能达到200。

### 南、北卡罗莱纳州
黛安登陆北卡罗莱纳州时，哈特拉斯（Hatteras）记录下的持续风速达到每小时80公里，是这场飓风在陆地上产生的最高风速，威尔明顿的阵风时速则达到119公里。局部地区可能会出现飓风强度的阵风。威尔明顿附近的潮水比正常水位高1.8至2.4米，海岸线则受到3.7米大浪的冲击。黛安产生的风暴潮令海滨房屋受损，并沿没了多条沿海公路，还摧毁了数天前因飓风康妮导致部分受损的海塘。飓风中心在威尔明顿上空经过，但风速却没有大幅降低，表明风眼结构混乱，甚至可能已经不存在。该市及周边出现的降水很少，该州其他地区降雨量较大，新伯尔尼达到最高的179毫米。南卡罗莱纳州的奥克韦（Oakway）降雨量约为61毫米。

### 中大西洋地区

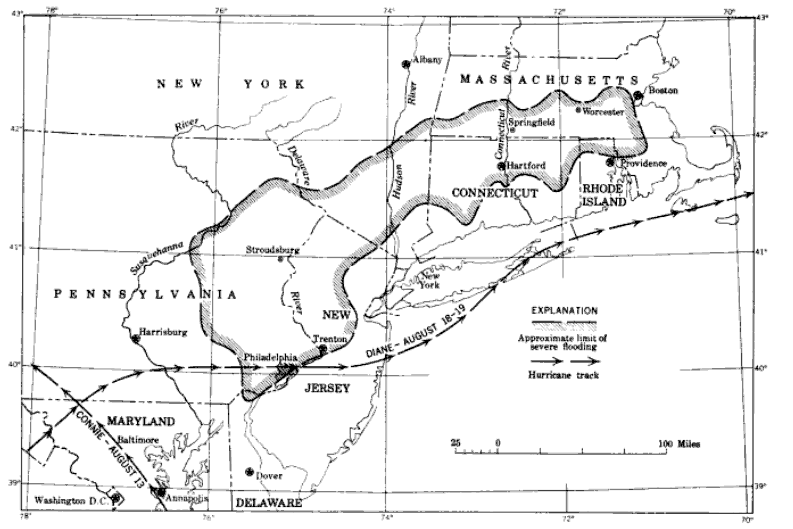
飓风黛安在美国东北部引发的洪灾范围

黛安进入弗吉尼亚州后于24小时内在蓝岭山脉产生了超过250毫米降水，仙納度國家公園的大草甸降雨量达到最高的298毫米。这些地区因为潮湿的空气升至山峰上空并冷凝成雨水导致降雨量得到进一步增强，这一过程人称地形举升。弗吉尼亚州的降雨量普遍在76毫米以上，西弗吉尼亚州东部狭长地带也有同样情况，斯托尼河水库降雨量达到145毫米。特拉华州降雨量与弗吉尼亚州接近，位于华盛顿哥伦比亚特区的美国国家植物园也记录下83毫米降水。这些地区的许多河流上涨至超过洪水水位，其中詹姆斯河位于弗吉尼亚州弗卢万纳县哥伦比亚（Columbia）境内河段水位达9.3米，比洪水水位高了4.5米。宾夕法尼亚州东部也出现大量降水，该州东北部的佩克斯湖降雨量达到最高的282毫米。弗吉尼亚州降雨量最大的地区因地形举升影响发生在山区附近。邻近的新泽西州以苏塞克斯县苏塞克斯（Sussex）附近降雨量最高，有206毫米。纽约州则是莫霍克湖（Lake Mohonk）降水最多，达到230毫米。
弗吉尼亚州里士满附近和蓝岭山脉沿线出现严重洪灾。沿海地区有大面积农田因缓慢流动的洪水而受到破坏。该州有21个河水标尺记录下历史最高水位。弗吉尼亚州和哥伦比亚特区的波托马克河沿岸低洼地区被洪水淹没。罗阿诺克的阵风时速达到100公里，该州有许多公路因水淹被迫封闭。根据美国地质调查局的报告，特拉华州由于地势平坦，全州洪灾严重程度基本相同。布兰迪万溪（Brandywine Creek）的水位在此前45年中至少达到第5位。该州最北部的洪灾程度最为严重。
8月18日，宾夕法尼亚州东部的许多河流就开始泛滥。特拉华河位于北安普顿县伊斯顿（Easton）境内河段涨至超过12米高，比1903年创下的纪录还高了1.2米。利哈伊河位于阿伦敦境内河段涨至7.1米，超过1942年创下的6.6米纪录。该州东部的洪灾严重程度创下新的纪录，特别是在波科诺山以及特拉华河从韦恩县洪斯代尔（Honesdale）到费城之间河段的所有支流沿线。包括沃伦波帕克湖（Lake Wallenpaupack）在内的多个水库缓解了洪灾的严重程度。特拉华、拉克瓦纳和西部铁路公司有17座桥梁和89公里铁轨被洪水摧毁，这也是当时宾夕法尼亚州东北部的主要铁路干线。这些铁轨所受破坏价值数百万美元，全州铁道设施一共经受了价值1600万美元（1955年美元，相当于2025年的1.82億美元）的损失。受损的车辆有数百辆之多。斯库尔基尔河沿线洪灾造成的破坏一直延伸到了费城，不过该市的破坏程度较轻。上布莱克埃迪（Upper Black Eddy）有数百位居民流离失所，当地邮局也被洪水冲走。洪水一共突破或摧毁了全州30个水坝，还摧毁了约150座公路或铁路桥梁。阿伦敦地区有许多民房和工厂因洪灾受损。波科诺山地区有一处夏令营被布洛德海德溪摧毁,，导致37人丧生，其中大部分是儿童。当时许多人逃到一间小屋内躲避，但这间小屋之后也遭洪水摧毁。布洛德海德溪还冲毁了209号美国国道位于门罗县斯特劳兹堡（Stroudsburg）到东斯特劳兹堡（East Stroudsburg）之间路段上的一座桥梁，并且这两个城市也出现水淹。这一地区有多达75人遇难，另外派克县的格林敦（Greentown）还因拉克瓦克森河（Lackawaxen River）泛滥导致10人死亡。整个宾夕法尼亚州共有101人丧生，所受破坏价值至少7000万美元（1955年美元，相当于2025年的7.96億美元）。
新泽西州的洪灾主要发生在特伦顿以北和米德尔塞克斯县珀斯安博伊（Perth Amboy）以西，该州南部三分之二的地区降雨量都不到76毫米。州内三条主要河流——特拉华河、帕塞伊克河（Passaic River）以及拉里坦河（Raritan River）——严重泛滥，造成大面积破坏。米尔斯通河（Millstone River）泛滥导致两名正在划独木舟的少年溺水身亡，还有一位试图营救两人的警官淹死。博根县奥克兰（Oakland）有约200户生活在拉马波河（Ramapo River）沿岸的家庭撤离。该州受灾最严重的主要是从纽约州奥兰治县杰维斯港（Port Jervis）到特伦顿之间的特拉华河沿线地区，河流附近的多个城镇都被洪水淹没。两地之间只有两座桥没有受损，共有4座被毁。特拉华河的3个岛上有约500名参加夏令营的儿童需要救援，他们之后由飞机送到了亨特敦县弗伦奇敦（Frenchtown）的一所高中。该市也有约200人被迫离开自己位于河边的家园。特伦顿的许多工人用沙袋防止洪水影响到政府大楼。建于1831年的波特兰–哥伦比亚人行天桥在大部分桥面被洪水淹没后坍塌。连接宾夕法尼亚州伊斯顿和新泽西州沃伦县菲利普斯堡（Phillipsburg）的北安普顿街大桥中部倒塌。苏塞克斯县布兰奇维尔（Branchville）附近一处水坝坍塌，该镇被洪水淹没，造成严重破坏。亨特敦县的兰伯特维尔（Lambertville）有约200套民宅受损或被毁。整个新泽西州共有93套民房被毁，所受破坏估计价值2750万美元（1955年美元，相当于2025年的3.13億美元），幸运的是没有出现人员丧生。
纽约州东南部山区出现山洪爆发，其中包括特拉华河沿岸的杰维斯港。沃平杰溪（Wappinger Creek）泛滥并造成严重破坏。朗道特溪（Rondout Creek）流域的大部分溪流都因水的流速过快而造成损失，其中阿尔斯特县的埃伦维尔（Ellenville）附近的受灾程度较为严重。纽约州的受灾地区主要局限在杰维斯港到波启浦夕之间区域。巴什比希河（Bash Bish Brook）沿线有多座桥梁被毁，209号美国国道部分路段被淹。全州共有1人死亡，损失共计约1620万美元（1955年美元，相当于2025年的1.84億美元）。

### 新英格兰

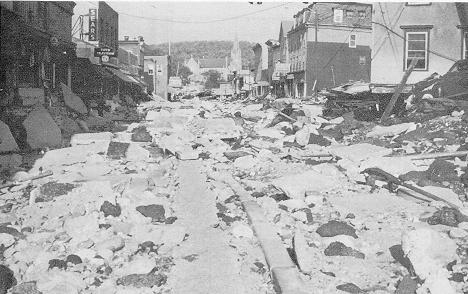
黛安引发洪灾对康涅狄格州构成的破坏

黛安折回内陆后又产生了大量降水，刷新了多地的降雨量纪录。康涅狄格州哈特福德县的温莎洛克斯（Windsor Locks）在23小时里降雨量就达到306毫米，哈特福附近一处气象站记录下的降雨量比该市之前的24小时纪录还要高135毫米。豪萨托尼河（Housatonic River）沿线部分地区在持续超过24小时的时间里每小时降雨量都达到19毫米。托灵顿附近一处气象站记录下了全州最高降雨量，达428毫米。这个数字也刷新了该州的降水纪录。马萨诸塞州的韦斯特菲尔德降雨量高达502毫米，是黛安在美国产生降雨最多的所在，这个数字也刷新了该州乃至整个新英格兰的降水纪录。罗德岛州以普罗维登斯县格林维尔（Greenville）降雨量最高，达215毫米；佛蒙特州则是奇滕登县的埃塞克斯章克申（Essex Junction）居首，有110毫米；新罕布什尔州降水最多的赤夏县菲茨威廉（Fitzwilliam）约为84毫米，而缅因州则只有朗福尔福坝（Long Falls Dam）达到16毫米。整个新英格兰共有206个水坝受损或被毁，其中大部分位于马萨诸塞州的伍斯特以南地区。新英格兰一共还有约7000人受伤，其中大部分来自康涅狄格州。
康涅狄格州所受破坏最为严重，全州三分之二的地区都受到洪灾影响。这也是该州历史上最大规模的洪灾。风暴期间全州所有的河流和山谷全部被淹，这其中包括数以百计的支流，该州还有30个河水标尺测得水位创下新的纪录。康涅狄格河位于哈特福附近河段水位达到9.3米，在该河的历史水位中可以排到第3位，比洪水水位还要高4.5米。虽然附近的农村地区受到破坏，但哈特福市内由于之前建造的堤坝而得以幸免。诺格塔克河（Naugatuck River）上所有的桥梁不是受损就是被毁，涌汹的洪水还对安索尼亚构成大面积破坏。该河还把沃特伯里的建筑物和铁路主梁冲到一座桥上，该市有30人遇难，其中有26人生活在同一街区的13套被洪水冲走的房屋内。温德姆县的帕特南（Putnam）被奎纳博格河（Quinebaug River）淹没，同时还发生了一起源于镁矿的重大火灾。利奇菲尔德县温斯特德的大部分商业区都遭马德河（Mad River）摧毁，水深达到3米，该市主街道南侧的大部分建筑物都被洪水摧毁，还有一家汽车经销商有许多汽车被水带走。当地报纸报道整个温斯特德有95%的商户被毁或严重受损。多处历史遗迹和建筑被洪水摧毁，全州有563套房屋被毁，造成77人死亡，经济损失达3.5亿美元（1955年美元，相当于2025年的39.8億美元）。康涅狄格州遭受的大部分损失都属工业或商业损失。
罗德岛州受灾最严重的主要是该州北部地区，特别是布莱克斯通河（Blackstone River）沿岸，这条河暴涨到有约1600米宽。马蹄大坝被洪水冲毁，文索基特因此受到严重破坏。全部5万居民中有约6000人失业。潮水的高度也创下新的纪录。整个罗德岛州有3人遇难，所受破坏估计价值达2100万美元（1955年美元，相当于2025年的2.39億美元），其中大部分发生在文索基特。
马萨诸塞州南部大部分地区出现洪灾，受灾范围包括从该州与纽约州边境直至伍斯特和沿海之间地区。该州西部大部分河流泛滥成灾，东南部地区总体地势平坦，所以河道沿线有大片区域被淹，这些河水流速缓慢，相比之下，新英格兰其他地区大部分破坏都是因洪水流速较快造成。全州有24个河水标尺记录下的水位刷新原有纪录，其中还有一个超过了1938年新英格兰飓风所创纪录。查尔斯河（Charles River）与尼庞西特河（Neponset River）均出现泛滥。伍斯特全城有40%的区域在风暴期间被淹，州警还将汉登县拉塞尔（Russell）的许多居民强制疏散。诺福克县韦茅斯（Weymouth）的洪水据报道称至少达到50年一遇水平。里特尔河（Little River）位于巴芬维尔（Buffumville）境内河段流速一度达到每秒236立方米，这相当于之前最高流量的6.2倍，也是每年平均洪水流量的28.5倍。泛滥的河流突破沿河水坝，淹没附近道路，不过沿水库建造的水坝还是减轻了洪水的严重程度。弗伦奇河沿线几乎所有的水坝不是被毁就是严重受损。20号美国国道位于乌斯特县奥本（Auburn）境内的部分路段因水坝失效而遭冲毁，该路在查尔顿（Charlton）附近路段也有部分被毁。90号州际公路在该州境内的延伸路段也受到洪水破坏。波士顿与奥尔巴尼铁路沿韦斯特菲尔德河（Westfield River）的部分铁轨被洪水冲毁，一辆列车因此被困。这条河的洪水还冲毁了多条道路和数家烟草农场。马萨诸塞州是全美受灾最二重的州，共有12人死亡，97套房屋被毁，损失数额达1.1亿美元（1955年美元，相当于2025年的12.5億美元），其中大部分是因地下室被淹导致。

## 善后

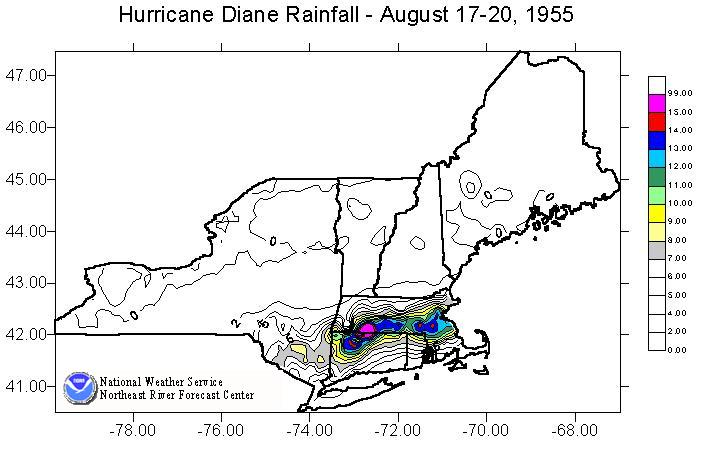
新英格兰的降水分布

黛风过去后的首要救灾工作就是向大片缺少清洁饮用水的地区分配足够的伤寒疫苗。美国陆军使用直升机协助搜救工作。飓风黛安引发的洪灾过后，有超过10万人逃离家园，其中许多人进入了避难所。美国红十字会迅速向灾民提供援助，把无家可归的居民安置在教堂和公共建筑中。风暴过去两周后，美国人向红十字会捐款约1000万美元（1955年美元，相当于2025年的1.14億美元）。英国、荷兰、澳大利亚、加拿大、法国、奥地利和委内瑞拉都表示愿向灾民提供援助，送来了应急物资。1955年9到10月，新英格兰又爆发了洪灾，不过程度与飓风黛安所导致的相比有所不及。飓风过去后，数百家受到洪灾影响的公司安装了防水门窗，以免将来再因类似灾害遭受重大损失。
美国总统德怀特·艾森豪威尔宣布8个州为灾区，这些州的灾民因此可以申请联邦援助。美国小企业管理局在美国东部开设了18个临时办事处，方便人们递交救灾贷款申请。风暴过后的几个月里，美国联邦政府和美国红十字会都难以为灾民筹集到足够的资金，红十字会、小企业管理局和美国农家信贷管理局一共只筹集到3700万美元（1955年美元，相当于2025年的4.21億美元），这还不到飓风破坏总额的8%。整个1955年里，红十字会为新英格兰和中大西洋各州约1万户家庭提供了援助，一些家庭得以搬进灾区以外的新房居住。小企业管理局为小型企业提供了约1600笔，总额2500万美元贷款。联邦参议员赫伯特·H·莱曼提出一项120亿美元的联邦洪水保险计划。法案于1956年在联邦国会通过，但由于缺乏资金，该计划并没有颁布。一直到《1968年国家洪水保险法》通过后，美国才颁布了全国性的洪水保险方案。
黛安产生的洪水退去后，美国联邦政府向美国陆军工程兵团提供资金，用来在新英格兰各地建造水坝和水库，减轻将来洪水的严重程度。之后约14年的时间里，该兵团单在康涅狄格州就耗费7000万美元建成了29座水坝，其中康涅狄格河上就有3座。联邦政府恢复计划从20世纪30年代就开始沿特拉华河建造水坝，其中一座计划沿塔克斯岛（Tocks Island）建造，根据计划，这座水坝的长度将达到64公里，导致600户家庭需要搬迁的同时也引发了争议。这一计划于1975年取消，已经收购的土地改建成了特拉华峡谷国家娱乐区。
宾夕法尼亚州因铁轨受损导致特拉华、拉克瓦纳和西部铁路公司连续数周无法运营，线路直到约两个月后才恢复通行。恢复运营付出的代价，加上关闭导致的损失，使这家铁路公司于1960年和伊利铁路合并成为伊利拉克瓦纳铁路公司。一辆被困在铁轨上的列车促使直升机前去救援，车上235人获救。利哈伊河的洪水摧毁了15套工业厂房，导致阿伦敦附近超过1.5万人暂时失业。斯克兰顿市长宣布该市进入紧急状态，下令所有商户关闭。该市供水中断，美国陆军为此向居民提供水源。宾夕法尼亚州国民警卫队在多个受灾城镇的街道上值守，上布莱克埃迪是受灾最重的城镇之一，有50名国民警卫队员在此防范抢劫。戴维营有多人在风暴期间死亡，为此多架直升机在这里协助寻找尸体。全州有数以千计的居民无家可归。斯特劳兹堡出现粮食短缺，政府在出现抢劫行为后实行宵禁。该市把水装在牛奶盒中发放给灾民，美国联邦民防管理局为此提议一旦出现这核攻击，则可采用盛放牛奶的容器来装水。宾夕法尼亚州政府开始征收卷烟税来帮助弥补风暴造成的损失，这一做法一共持续了约两年时间，这一定程度上也是因此联邦政府缺乏足够资金。宾夕法尼亚州还提高了汽油税，之后这一税率一直保持，用来支撑州际公路系统的建设。两项税收各增收了1美分，总计获得7100万美元收入，其中一部分留作将来救灾使用。飓风黛安的善后工作给1972年飓风艾格尼丝的救灾提供了经验。新泽西州州长罗伯特·B·梅纳（Robert B. Meyner）宣布该州遭遇的洪灾是其历史上最严重的自然灾害。
诺格塔克河的洪水冲毁了康涅狄格州的桥梁，还导致通讯中断，整个州因此分成了两个部分。该州国民警民队动用直升机援救居民。州长亚伯拉罕·鲁比科夫到灾区视察，该州也因灾情严重于8月20日成为联邦灾区，并因此获得了2500万美元的救灾援助。州长鲁比科夫请求拨款3400万美元用于重建和未来防洪减灾工程，该州通过发行债券并增税筹集了这笔资金。加上之后的风暴影响，康涅狄格州累计因洪灾导致91人丧生，1100户家庭流离失所。67个城镇发生洪灾，致使两万户家庭受灾。洪水过后有约8.6万人失业。温斯特德主街道南侧被洪水冲走的建筑物之后再也没有重建。
马萨诸塞州州长克里斯蒂安·赫脱宣布该州因大面积洪灾进入紧急状态。国民警卫队和陆军工程兵团协助清理工作，大部分道路直到三星期后才清理完毕。受灾地区的居民获得建议将水煮开后再行饮用，并且不要使用煤气烹饪设备。黛安在波士顿产生的降雨量一共达到430毫米，刷新了该市8月降雨量的纪录，这一纪录截至2010年仍然保持。波士顿的24小时降雨量有210毫米，截至1996年，这仍然是该市的日最高降雨量纪录。洪水退去后，马萨诸塞州的城市扩大了涵洞并改善了排水系统，还建造了许多堰，以期减轻将来洪灾的严重程度。
由于风暴造成了重大人员伤亡和经济损失，其名称“黛安”（Diane）因此从大西洋风暴命名名单上退役，以后永远都不会再在北大西洋热带气旋命名时使用。1954至1955年间，美国连续遭受了多场强烈风暴袭击并导致损失惨重，引起公众强烈不满，美国国家飓风中心因此在1956年成立。如果按照货币平减物价指数折算，飓风黛安造成的损失将达到约74亿美元，截至2010年，这个数字仍然可以在美国历史上的所有热带气旋中排到第17位。如果考虑通货膨胀、个人财富和人口方面变化，那么估计黛安在2010年构成的破坏价值会达到180亿美元，在美国历史上的所有飓风中可以排到第15位。